# Limosa
Limosa är ett släkte i familjen snäppor inom ordningen vadarfåglar. Släktet omfattar fyra arter som alla häckar på norra halvklotet och är långväga flyttfåglar:
- Myrspov (L. lapponica)
- Rödspov (L. limosa)
- Hudsonspov (L. haemastica)
- Präriespov (L. fedoa)

## Namn
Äldre namn på släktet är rödspovar, långnäbbor eller långnäbbesläktet.